# Triaspis buccula
Triaspis buccula är en stekelart som först beskrevs av Papp 1984.  Triaspis buccula ingår i släktet Triaspis och familjen bracksteklar. Inga underarter finns listade i Catalogue of Life.